# Le Perron
Le Perron é uma comuna francesa na região administrativa da Normandia, no departamento Mancha. Estende-se por uma área de 4,71 km². Em 2010 a comuna tinha 205 habitantes (densidade: 43,5 hab./km²).